# كارديف
كَرْدِيف ويقال كَرْدِيذ (بالإنكليزية: Cardiff؛ وبالكمرية: ) عاصمة بلاد غالة من المملكة المتحدة وأكبر مدنها، يبلغ عدد سكانها حوالي 320 ألف نسمة وحوالي 460 ألف مع ضواحيها.

## تاريخ مدينة كرديف
يعود تاريخ مدينة كرديف إلى العصر الروماني وتتميز المدينة بقلعتها التاريخية قلعة كرديف التي لا تزال محافظة على تصميمها الخارجي النورماني والداخلي الفيكتوري.

## كرديف في السنوات الأخيرة
شهدت مدينة كرديف في السنوات الأخيرة تطورا سريعا، حيث أنشئت فيها الملاعب والمباني الترفيهية ذات المستوى العالمي كستاد ميلانيوم الشهير عالميا، موطن رياضة كرة القدم والرجبي.
كما ان كرديف استضافت نهائي دوري أبطال أوروبا في 2017 عندما فاز ريال مدريد على يوفنتوس بنتيجة 4-1

## متحف وجاليري غالة الوطني
يتميز بمعروضاته الفنية والعلمية الفريدة من نوعه في بريطانيا. والقطع الأثرية واللوحات المعاصرة. الدخول مجاني!

## جامعة كرديف
إحدى الجامعات الرائده الواقعة في منطقة بارك كاثايس كرديف، غالة. تلقت الميثاق الملكي في عام 1883 وهي عضو في مجموعة من راسل الجامعات.
يبلغ اجمالي مبيعاتها السنويه 315 مليون جنيه استرليني.. الجامعة المختصره للصنداي تايمز جامعة جائزة في عام 2003.
قبل آب / أغسطس 2004، كانت الجامعة المعروفة رسميا باسم جامعة غالة، كرديف (غالة : بريفيسغول cymru، كايرديدد)، رغم أنه استخدم اسم جامعة كرديف علنا. عدد الطلاب متنوع مع 17 ٪ من الطلاب من خارج المملكة المتحدة و 85 ٪ من طلاب مدارس الدولة
يوجد في كرديف عدد مبهر من التسهيلات ولقد استثمرت مؤخراً 200 مليون جنيه إسترليني في العقار الجامعي لضمان حصول الطلاب على أحدث التقنيات وأساليب التعليم. وتجذب الجامعة الطلاب والموظفين من أكثر من 100 دولة ولديها مدارس في جميع المجالات الدراسية، وتوفر عدداً من المقررات يتم تدرسيها بإشراف موظفين يتمتعون بالخبرة.
يوجد في الجامعة مكتبة حديثة وخدمات تقنية معلومات. ويتم استخدام أحدث التقنيات في الحوسبة لدعم الأبحاث العلمية والتعليم، ويوجد في الجامعة مجموعة متوسعة تزيد تقريباً عن المليون مجلد و9,000 صحيفة مختلفة. ويتم تنظيم خدمة المكتبة في شبكة تتألف من 12 مكتبة، كل منها قريبة بشكل استراتيجي من الأقسام التي تخدمها. ويستفيد الطلاب أيضاً من تسهيلات الحوسبة والتي يتم توسيعها وتطويرها بشكل مستمر لإعطاء الطلاب فرصة الوصول إلى أفضل البرمجيات المتوفرة وأحدث الأبحاث العلمية في جميع مجالات الدراسة الأكاديمية.
إن اتحاد طلاب كرديف هو مجمع كبير مكرس لطلاب جامعة كرديف. ويمضي الطلاب وقتاً طويلاً في الاتحاد في الاختلاط والتقاء زملائهم والعمل والحصول على الإرشاد ومعرفة آخر الأنشطة القادمة وشراء كتب المقررات وتنظيم أمورهم المالية في المصرف أو مجرد تناول القهوة. ويصبح الطلاب أعضاء بشكل تلقائي في اتحاد الطلاب عند التسجيل، ما يخولهم إلى الكثير من الحسومات الكبيرة في العديد من المتاجر والمطاعم ودور السينما عبر المملكة المتحدة.
يوجد في جامعة كرديف عدد واسع من المنشآت الرياضية المفتوحة والمغلقة. تقع المراكز الرياضية بشكل سهل يجعلها قريبة من الجميع. وهناك ملاعب مغلقة ومفتوحة ومعدات لعب الريشة الطائرة والتنس وكرة القدم وكرة السلة وكرة الطائرة والكريكيت والكثير غيرها. وهناك نوادي لياقة بدنية ودروس في الأيروبيك وتدريب المضمارات والدفاع عن النفس واليوغا والكثير من الأنشطة الأخرى.
جميع طلاب الدراسات العليا يتمتعون بوصول إلى مركز الخريجين المتطور. ويوفر المركز تسهيلات تتضمن أكثر من 40 جهاز كمبيوتر شبكي، وأجهزة فاكس، وأجهزة تصوير، وهواتف لاستخدام الطلاب. هناك أيضاً غرفة معلومات مع عدد واسع من المواد الأدبية عن التمويل والمهن والمؤتمرات والترفيه. ويعد مركز الخريجين مكاناً لتناول الطعام والشراب مع الأصدقاء ومسرحاً لحلقات الأبحاث بين المدارس وللتدريب.
الطقس
معدل الطقس الشهري لمدينة كاردف 21.5 س(70.7 ف) لشهر تموز و 2.1 س (35.8 ف) لشهر اكنون الثاني، شباط. ومعدل الطقس لغالة 19.1 س (66.4 ف) لشهر تموز و 1.1 س(34.0 ف) لشهر شباط.

## المناخ
تقع كرديف داخل المنطقة الشمالية المعتدلة، وتتمتع بمناخ بحري بشكل أساسي (مناخ: Cfb) ، يتميز بطقس معتدل غالبًا ما يكون رطبًا.
يميل الصيف إلى أن يكون دافئًا ومشمسًا، حيث يبلغ متوسط درجات الحرارة القصوى بين 19 و 22 درجة مئوية (66 و 72 درجة فهرنهايت). يميل الشتاء إلى أن يكون رطبًا إلى حد ما، ولكن هطول الأمطار نادرًا ما تكون درجة الحرارة وعادة ما تظل درجة الحرارة أعلى من درجة التجمد. يشعر الربيع والخريف بأنهما متشابهان تمامًا ودرجات الحرارة تميل إلى البقاء فوق 14 درجة مئوية (57 درجة فهرنهايت) - أيضًا متوسط درجة الحرارة السنوية أثناء النهار. المطر لا يمكن التنبؤ به في أي وقت من السنة .